# Sam Willard
Samuel Steven Willard, detto Sam (Pierre, 7 settembre 1988), è un ex cestista statunitense.